# Marché du Clot
Le marché du Clot (Mercat del Clot en catalan) est un marché couvert du quartier du Clot, à Barcelone (Espagne), dans le district de Sants-Montjuïc.
Œuvre de l'architecte Pere Falqués (auteur plus tard également du marché de Sants), la construction du marché débute en en 1884.
Le marché est inauguré en 1889.
Le bâtiment est aujourd'hui catalogué comme bien culturel d'intérêt local.

## Description
Le bâtiment, de style moderniste, possède une couverture à deux versants. La structure est métallique. Sur les deux façades principales il y a des éléments décoratifs en céramique.

## Histoire
Les origines du marché remontent au XIXe siècle lorsqu'un marché en plein air a été créé à l'époque où El Clot faisait partie de l'ancienne commune de Sant Marti de Provençals.
Cependant, en raison de la croissance de l'activité du marché et de la démographie du quartier, il a été décidé de bâtir un marché couvert sur des terrains de la famille Buxó afin d'abriter les commerçants et les clients des intempéries.
Entre 1994 et 1995, le marché a été rénové ; les persiennes en bois qui permettaient la ventilation ont été remplacées par des vitres,.

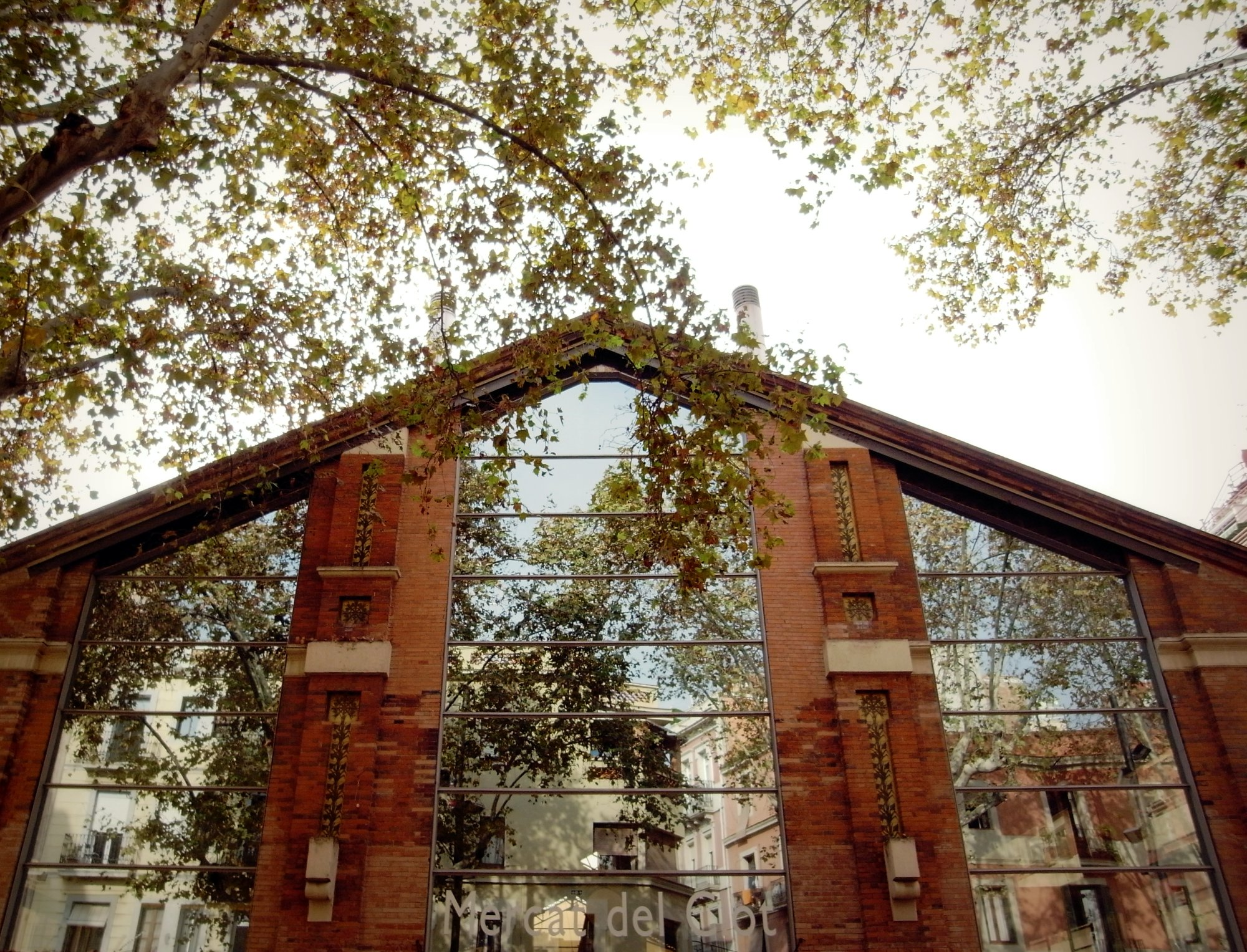
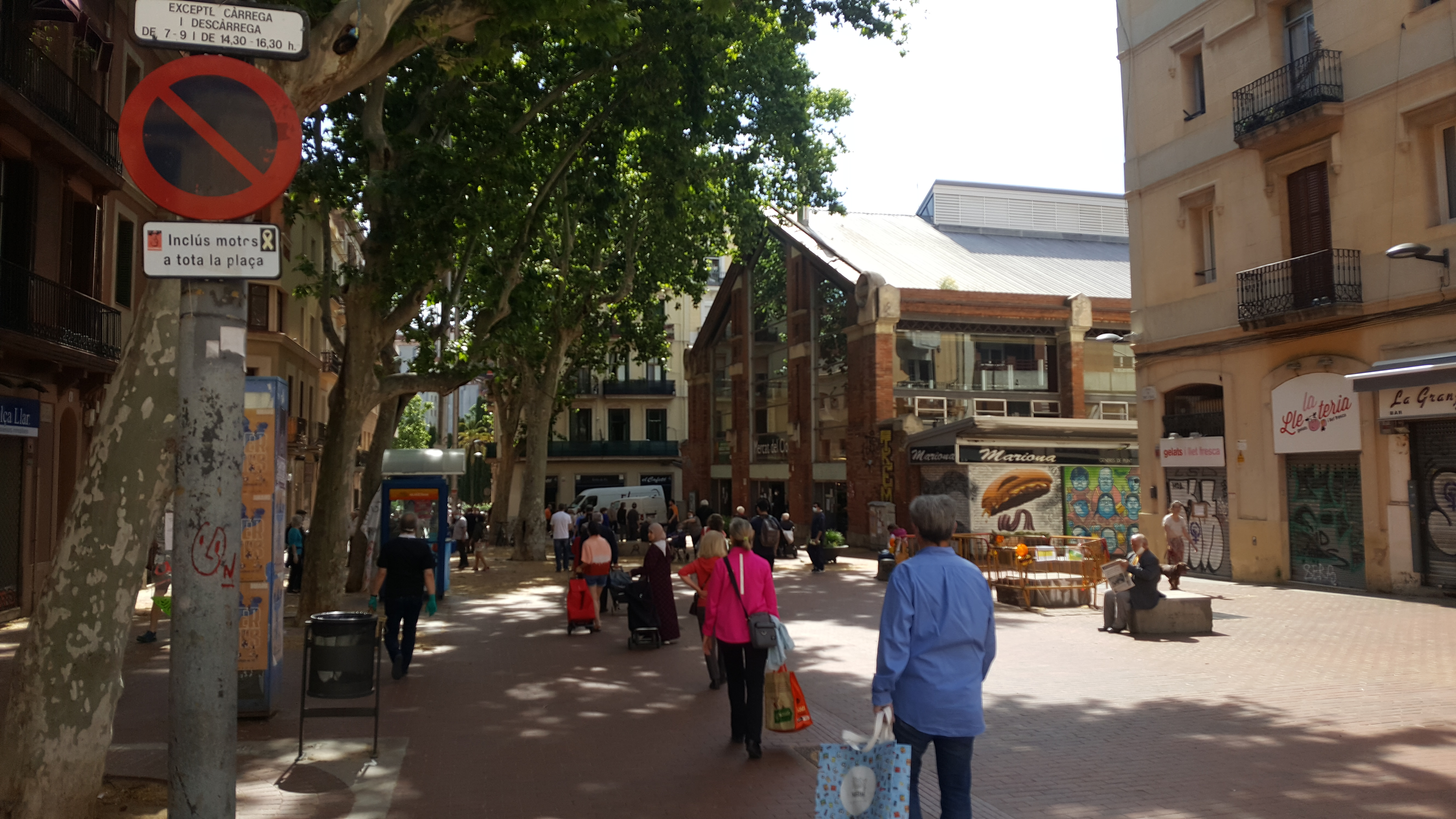

## Source de traduction
- (es) Cet article est partiellement ou en totalité issu de l’article de Wikipédia en espagnol intitulé « Mercado del Clot » (voir la liste des auteurs).